# 槙尾栄
槙尾 栄（まきお さかえ、1895年 – 1980年9月）は、日本の作家、技術者。
広島県に生まれる。早稲田大学電気工学科を卒業後逓信省に入省、技官として勤務の傍ら、余技として小説の執筆、歌謡曲の作詞等を手がけた。
当時のいわゆる空想科学小説に興味を持ち、海野十三とも交流があったという。1928年、雑誌「キング」に槙尾赤霧の筆名で「透明の人間」を発表。自らの発明した技術によって透明人間となった少壮の科学者が辿る運命を描いたこの作品は、日本における「透明人間もの」としては最も早いものの一つである。他に技術書や科学啓蒙書も執筆している。

## 作品
- 『透明の人間』（鮎川哲也編「透明人間大パーティ」講談社刊　所収）

### 著書
- 『ノーベル伝』
- 『電池』
- 『蓄電池ノ研究第一巻』